# Hedgardo Marín
Hedgardo Marín Arroyo (ur. 21 lutego 1993 w Guadalajarze) – meksykański piłkarz występujący na pozycji środkowego obrońcy, reprezentant Meksyku, od 2023 roku zawodnik Cancún.

## Kariera klubowa
Marín pochodzi z Guadalajary i jest wychowankiem akademii juniorskiej tamtejszego klubu Chivas de Guadalajara. Do pierwszej drużyny został włączony jako dwudziestolatek przez szkoleniowca José Luisa Reala i pierwszy mecz rozegrał w niej w styczniu 2014 w krajowym pucharze (Copa MX). W Liga MX zadebiutował jednak dopiero cztery miesiące później za kadencji trenera Ricardo La Volpe, 27 kwietnia 2014 w przegranym 0:1 spotkaniu z Monterrey. W wiosennym sezonie Clausura 2015 dotarł z Chivas do finału pucharu Meksyku, natomiast pół roku później, podczas jesiennego sezonu Apertura 2015, zdobył ze swoją drużyną to trofeum, pełniąc jednak rolę rezerwowego. W 2016 osiągnął z kolei krajowy superpuchar – Supercopa MX.
| Sezon     | Klub                  | Kraj   | Rozgrywki | Mecze | Bramki |
| --------- | --------------------- | ------ | --------- | ----- | ------ |
| 2013/2014 | Chivas de Guadalajara | Meksyk | Liga MX   | 1     | 0      |
| 2014/2015 | Chivas de Guadalajara | Meksyk | Liga MX   | 7     | 0      |
| 2015/2016 | Chivas de Guadalajara | Meksyk | Liga MX   | 10    | 0      |
| 2016/2017 | Chivas de Guadalajara | Meksyk | Liga MX   |       |        |

## Kariera reprezentacyjna
W 2013 roku Marín został powołany przez szkoleniowca Sergio Almaguera do reprezentacji Meksyku U-20 na Mistrzostwa Ameryki Północnej U-20. Tam pełnił rolę podstawowego stopera swojej drużyny, rozgrywając cztery z pięciu możliwych spotkań, zaś jego kadra, pełniąca wówczas rolę gospodarzy, triumfowała w rozgrywkach, pokonując w finale po dogrywce USA (3:1). W tym samym roku znalazł się w składzie na prestiżowy towarzyski Turniej w Tulonie, podczas którego wystąpił w trzech meczach, natomiast jego drużyna zajęła trzecie miejsce w liczącej pięć zespołów grupie, nie kwalifikując się do dalszych gier. Kilka tygodni później został powołany na Mistrzostwa Świata U-20 w Turcji. Podczas światowego czempionatu miał pewne miejsce w linii defensywy, tworząc duet środkowych obrońców najpierw z Antonio Briseño, a następnie z Abelem Fuentesem i rozegrał wszystkie cztery spotkania w pełnym wymiarze czasowym. Meksykanie odpadli natomiast z młodzieżowego mundialu w 1/8 finału, przegrywając w nim z Hiszpanią (1:2).
Rok później Marín znalazł się w ogłoszonym przez Raúla Gutiérreza składzie reprezentacji Meksyku U-23 na kolejny Turniej w Tulonie, gdzie tym razem rozegrał wszystkie cztery mecze od pierwszej do ostatniej minuty i zdobył bramkę w konfrontacji z Chile (2:2), lecz jego kadra spisała się tak samo jak poprzednio i odpadła z rozgrywek już w fazie grupowej, zajmując w niej trzecie miejsce. Po upływie kilku miesięcy wziął udział w Igrzyskach Ameryki Środkowej i Karaibów w Veracruz. Podczas tego turnieju również był podstawowym stoperem swojej drużyny i wystąpił we wszystkich możliwych pięciu spotkaniach w wyjściowym składzie, dwukrotnie wpisując się na listę strzelców – w fazie grupowej z Hondurasem (5:2) i Jamajką (5:0). Meksykanie, będący wówczas gospodarzami igrzysk, wywalczyli natomiast złoty medal na męskim turnieju piłkarskim po pokonaniu w finale Wenezueli (4:1). W lipcu 2015 został powołany na Igrzyska Panamerykańskie w Toronto. Tam pełnił rolę kluczowego zawodnika swojego zespołu, rozgrywając wszystkie pięć meczów w pełnym wymiarze czasowym, tworząc duet stoperów z Jordanem Silvą, zaś jego zespół dotarł ostatecznie do finału, w którym przegrał z Urugwajem (0:1) i tym samym zdobył srebrny medal igrzysk.
W październiku 2015 Marín wraz z prowadzoną przez Gutiérreza meksykańską kadrą wziął udział w eliminacjach do Igrzysk Olimpijskich 2016; wystąpił wówczas w dwóch z pięciu możliwych spotkań, zaś jego zespół triumfował ostatecznie w kwalifikacjach, pokonując w finale Honduras (2:0).